# In Tongues
In Tongues è l'EP di debutto del cantante giapponese Joji, pubblicato il 3 novembre 2017 da Empire Distribution.

## Antefatti
Nel tardo 2015, le canzoni Thom e You Suck Charlie vengono scoperte su internet e ciò spingerà Joji, conosciuto al tempo solo nel suo ruolo di youtuber "Filthy Frank", ad annunciare pubblicamente il suo malcontento su un post su Instagram. Inizialmente Joji avrebbe voluto mantenere segreto dalla sua fanbase il suo ruolo di musicista, per concentrarsi principalmente sulla sua musica comica pubblicata sotto il nome di Filthy Frank (o Pink Guy). In seguito alla scoperta di questi due brani, l'artista rese pubblico l'account di Soundcloud e annunciò la pubblicazione di un progetto intitolato Chloe Burbank: Volume 1 che avrebbe incluso le tracce Thom e You Suck Charlie. Durante l'inizio del 2017, la 88rising carica due video musicali di due tracce precedentemente pubblicate da Joji: Medicine e Worldstar Money, indicando una partnership tra Joji e 88rising su progetti futuri.
Il 26 aprile e il 19 luglio dello stesso anno, 88rising pubblica rispettivamente i brani I Don' Wanna Waste My Time e Rain on Me.

## Promozione
Il 18 maggio 2017, durante l'evento dal vivo al Boiler Room a Los Angeles, Joji esegue due canzoni affermando inoltre che sarebbero state presenti "nel prossimo EP": "Window" e "Will He". Quest'ultimo verrà rilasciato come singolo il 17 ottobre dello stesso anno, annunciando anche l'uscita dell'EP prevista per il 3 novembre 2017. Il 24 gennaio 2018, insieme alla pubblicazione del video del singolo "Window" viene annunciata una versione Deluxe, pubblicata il giorno di San Valentino, che includerà oltre alle sei tracce anche otto remix e due tracce precedentemente rilasciate tramite Soundcloud e YouTube.

## Tracce
1. Will He – 3:22
2. Pills – 3:07
3. Demons – 2:56
4. Window – 2:32
5. Bitter Fuck – 2:34
6. Worldstar Money (Interlude) – 2:06

Tracce bonus nell'edizione deluxe
1. Plastic Taste – 2:00
2. I Don't Wanna Waste My Time – 2:44
3. Will He (Medasin Remix) – 3:42
4. Will He (Ryan Hemsworth Remix) – 2:48
5. Demons (Lapalux Remix) – 2:12
6. Demons (Lunice Remix) – 4:20
7. Window (Actress Remix) – 9:15
8. Pills (HWLS Remix) – 3:21
9. Bitter Fuck (salute Remix) – 3:36
10. I Don't Wanna Waste My Time (SwuM Remix) – 3:36